# James Russell Lowell
James Russell Lowell (Cambridge, Massachusetts, 1819. február 22. – Boston, Massachusetts, 1891. augusztus 12.) amerikai költő, író, diplomata.

## Életútja
Jogot tanult és 1840-ben ügyvéd lett. Első költeményei nem voltak nagy hatásúak, de politikai szatirái, a Biglow papers révén nemsokára hírnévre tett szert. 1855-ben Longfellow helyét foglalta el a modern nyelvek katedráján a Harward kollégiumban: 1863-tól 1872-ig Eliot Norton tanárral együtt szerkesztette és kiadta a North American Review-t, de ennél sokkal fontosabbak Among my books c. kötetében összegyűjtött széptani és kritikai tanulmányai. 1877-ben madridi, 1880-ban londoni nagykövet lett és ott is maradt 1885-ig. Angliában tartott felolvasásait Democracy and other Adresses cím alatt bocsátotta közre. Később Amerikába visszatérve, The old English dramatists felolvasási ciklust rendezte, majd kiadta Heart's case and rue és Political essays című köteteit. Halála után jelentek meg Latest literary essays kritikái. Rövid életrajzát megírták Curtis és Underwood, kimerítően E. E. Brown. Lowell és nővére, Mary Lowell amerikai írónő a szabadságharc leverése után felkarolták a magyar emigránsok ügyét és az Amerikába menekült szabadsághősöket szívesen támogatták.

## Művei

### Verseskötetek
- A Year's Life (1841)
- Miscellaneous Poems (1843)
- The Biglow Papers (1848)
- A Fable for Critics (1848)
- Poems (1848)
- The Vision of Sir Launfal (1848)
- Under the Willows (1868)
- The Cathedral (1870)
- Heartsease and Rue (1888)

### Esszékötetek
- Conversations on the Old Poets (1844)
- Fireside Travels (1864)
- Among My Books (1870)
- My Study Windows (1871)
- Among My Books (second collection, 1876)
- Democracy and Other Addresses (1886)
- Political Essays (1888)